# Seznam angleških paleontologov
Seznam angleških paleontologov.

## A
- Mary Anning

## B
- William Buckland
- Richard Butler

## C
- Henry Christy
- William Daniel Conybeare

## D
- Charles Darwin
- Peter Martin Duncan

## E
- Philip de Malpas Grey Egerton

## H
- David Harper (Belfast)

## J
- Thomas Rupert Jones

## M
- Gideon Mantell

## O
- Richard Owen

## P
- James Parkinson
- Colin Patterson (1933–98)

## S
- John William Salter

## W
- Searles Valentine Wood